# 슈프림보이
슈프림보이(1994년 4월 15일 ~)는 대한민국의 래퍼, 음악 프로듀서다. 2014년 싱글 《Hawaii》로 데뷔했다.